# Messerschmitt Me 209-II
Messerschmitt Me 209-II byl německý jednomotorový stíhací letoun v době druhé světové války, který nebyl zaveden do služby.

## Vývoj
První prototyp označený Me 209 V5 (SP+LJ) vzlétl poprvé 3. listopadu 1943 s pilotem Fritzem Wendelem. Označení Me 209 V5 bylo vybráno firmou Messerschmitt záměrně, aby RLM (Říšské ministerstvo letectví) nenabylo dojmu že jde o zcela nový stroj, ale že jde o vývoj předchozí závodní verze Me 209 V1-V4. Důvodem k tomu bylo, že v této době, byl německý průmysl vlivem okolností pod velikým tlakem. Protože musel vyrábět ve větších počtech než kdy dříve již zavedená letadla. Vývoj se tedy co nejvíce omezil na tyto již zavedené typy, jako třeba stíhací Bf 109 a Fw 190. Tímto se získání podpory pro vývoj a případné zavedení zcela nových letadel stalo velice problematické a každý projekt byl velice přísně posuzován z mnoha stanovisek ministerstvem letectví. Jenom pár opravdu pokrokových projektů mohlo pokračovat ve vývoji, jako třeba proudový Me 262.
Firma Messerschmitt po odmítnutí předchozího zcela nového projektu stíhacího letadla Me 309 proto nechtěla opakovat stejnou chybu a přišla sice s radikálním vývojem Bf 109, ale s využitím až 65% stejných, již vyráběných dílů pro Bf 109 a s použitím staronového jména Me 209 aby vytvořila zdání vývoje původní konstrukce.
Nový Me 209 měl mít silnější motor a výzbroj než Bf 109, nové křídlo a široký podvozek. Trup měl být minimálně upravený z Bf 109.
Pro pohon byl vybrán velice nadějný motor Daimler Benz DB 603 A, který byl po uskutečnění několika letů nahrazen mírně výkonnější verzí DB 603G. Poháněl trojlistou automaticky stavitelnou vrtuli s konstantní rychlostí otáček typu Messerschmitt P8 o průměru 3,8 m. Prototyp V5 měl být vzorovým kusem pro sériově vyráběné Me 209 A-1, která měla být v základní verzi vyzbrojena jedním kanónem MK 108 ráže 30 mm, nebo jedním MG 151/20 ráže 20 mm a v kořenech křídel byly dva kulomety MG 131 ráže 13 mm. Existovaly ještě další doplňkové výzbrojní sady, které mohly základní výzbroj doplnit.
V průběhu zkoušek přišlo říšské ministerstvo letectví s požadavkem zástavby jiného řadového motoru Junkers Jumo 213E o vzletovém výkonu 1287 kW pohánějícím třílistou vrtuli Junkers VS 19. Důvodem k tomu bylo, že motory Daimler Benz DB 603 nebyly k dispozici. Práce na pozměněném projektu byly zahájeny v listopadu 1943 a prototyp Me 209 V6 byl zalétán v dubnu 1944. Základní výzbroj se skládala z kanónu MK 108 ráže 30 mm střílejícím dutou hřídelí motoru a dvou kanónů MG 151 uložených v kořenech křídla. Na prototyp V6 měla navázat sériová verze Me 209 A-2.
Konkurencí pro Messerschmitt Me 209 byla firma Focke-Wulf s projekty Fw 190 D a Ta 153. Vítěz tohoto zápolení měl nahradit vyráběné typy Bf 109G a Fw 190A, které tehdy (1943) začaly výkonově ztrácet nad nově se objevenými spojeneckými stíhacími stroji.
Pokračování ve vývoji bylo posuzováno hlavně na základě možnosti co nejvíce bezproblémového přechodu výroby na nový stroj, dále na výkonnostních parametrech a nesené výzbroje.
Vítězem se stala firma Focke-Wulf se svým Fw 190D, Me 209 se nakonec ukázal být vzhledem ke zdařilé modernizaci zavedeného Bf 109 a k zahájení výroby Me 262 jako zbytečný.
Firma Messerschmitt provedla ještě několik testů s prototypy V5 a V6
Třetím prototypem, který patřil pod označení Me 209 byl nedokončený výškový stíhací Messerschmitt Me 209H, letoun měl zvětšené rozpětí křídel na hodnotu 14,63 m a byl poháněn výškovým motorem Daimler Benz DB 603U. Spojenecký nálet v únoru 1944 rozestavěný prototyp poškodil, celý program byl ukončen 30. června 1944 a výškový Me 209 již nevzlétl.

## Specifikace (Me 209 V5)

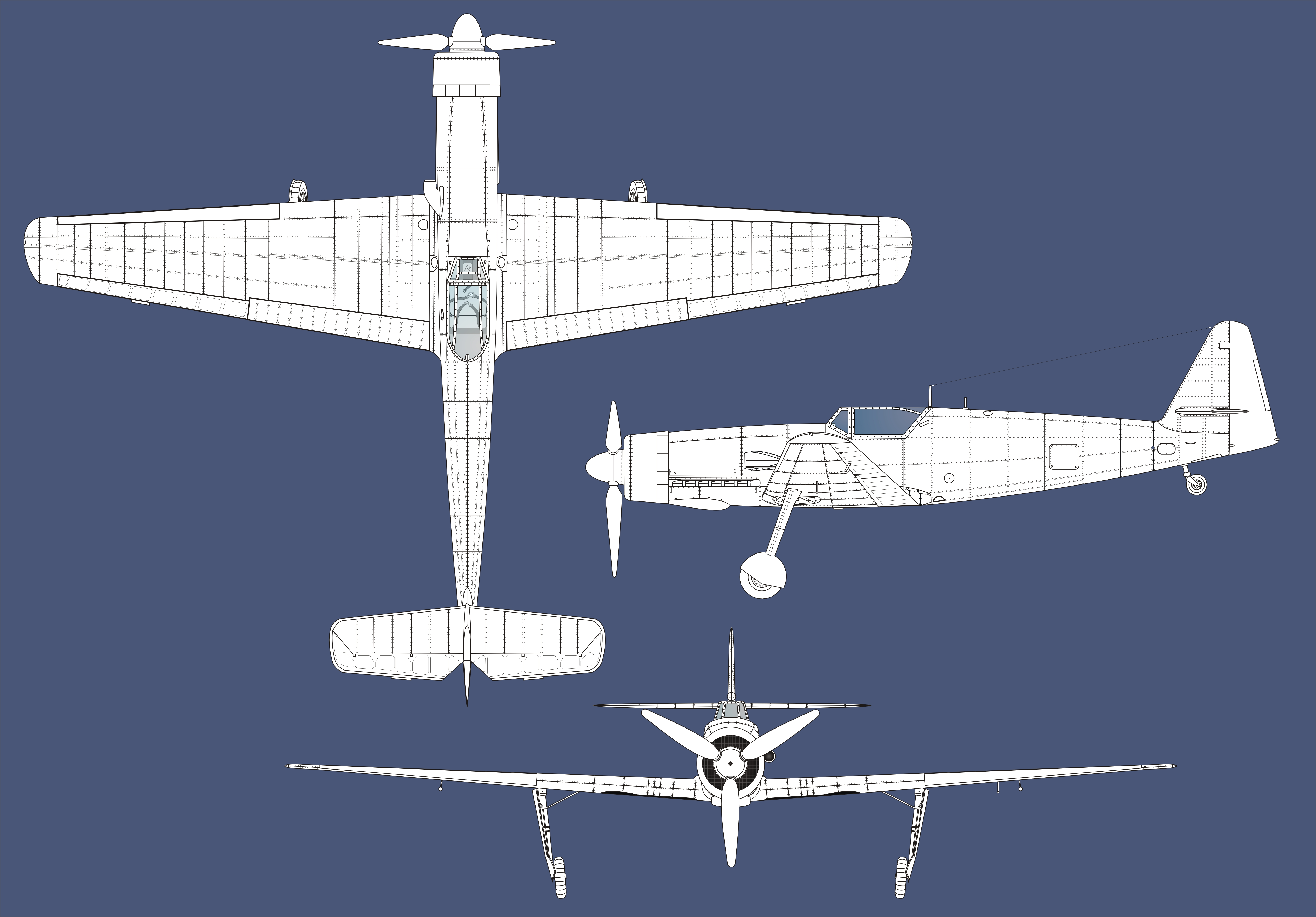
Třípohledový nákres Me 209 V5

### Technické údaje
- Posádka: 1
- Rozpětí křídel: 10,95 m
- Délka: 9,24 m
- Vzletová hmotnost: 4085 kg
- Pohonná jednotka: 1 × vidlicový dvanáctiválec Daimler-Benz DB 603G
- Výkon pohonné jednotky: 1397 kW (1900 PS) (vzletový)

### Výkony
- Maximální rychlost: 678 km/h v 6000 m.
- Praktický dostup: 11 000 m

### Výzbroj
- 1 x kanón MK 108 ráže 30 mm
- 2 × kulomet MG 131 ráže 13 mm